# Bélgica en los Juegos Paralímpicos de Lillehammer 1994
Bélgica estuvo representada en los Juegos Paralímpicos de Lillehammer 1994 por dos deportistas masculinos.

## Medallistas
El equipo paralímpico belga obtuvo las siguientes medallas:
| Nombre        | Deporte      | Evento                    |
| ------------- | ------------ | ------------------------- |
| Oro           |              |                           |
| —             |              |                           |
| Plata         |              |                           |
| —             |              |                           |
| Bronce        |              |                           |
| Willy Mercier | Esquí alpino | Supergigante B1 masculino |